# الحب الأول (مسلسل)
الحب الأول (بالبولندية: Pierwsza miłość) هو مسلسل دراما تم إنتاجه في بولندا. بدأ عرضه في سنة 2004. بلغ عدد مواسم المسلسل 13 موسما، بلغ عدد حلقاته 2517 حلقة، وتبلغ مدة الحلقة الواحدة 33 دقيقة. تم بث المسلسل لأول مرة بتاريخ 4 نوفمبر 2004. من بطولة أنيتا زاياك، ميكواي كرافتشيك، ألكساندرا زينكيفيتش وووكاش بوشايسكي.

## وصلات خارجية
- الموقع الرسمي
- الحب الأول على موقع IMDb (الإنجليزية)
- الحب الأول على موقع كينوبويسك (الروسية)
- الحب الأول على موقع قاعدة بيانات الفيلم (الإنجليزية)